# Восточный Сианг
Восточный Сианг (англ. East Siang) — округ в центральной части индийского штата Аруначал-Прадеш. Административный центр — город Пасигхат. Площадь округа — 4005 км². По данным всеиндийской переписи 2001 года население округа составляло 87 397 человек. Уровень грамотности взрослого населения составлял 60,7 %, что немного выше среднеиндийского уровня (59,5 %). Доля городского населения составляла 25,1 %.
В регионе проживают многочисленные группы ади, которые исповедуют религию Доньи-Поло. Некоторые из ади в последние годы перешли в христианство (баптизм).